# جنگ ایران و عثمانی (۱۵۹۰–۱۵۷۸)
جنگ ایران و عثمانی (۱۵۹۰–۱۵۷۸) جنگی بود میان ایران زیر فرمان شاه محمد خدابنده و پس از آن شاه عباس یکم و امپراتوری عثمانی زیر فرمان سلطان مراد سوم درگرفت. این جنگ از ۱۵۷۷–۷۸ آغاز شده و تا ۱۵۹۰ ادامه داشت.
امپراتوری عثمانی جنگ را با هدف تسخیر آذربایجان و قفقاز آغاز کرد. این جنگ برای سالها به طول انجامید و عثمانیان موفق شدند تا مناطق تفلیس (در ۱۵۷۸) را به‌دست آورند.
عثمانی‌ها از سال ۱۵۵۵ بر اساس پیمان آماسیه با امپراتوری رقیب صفوی که مدتی اختلافات مرزی را حل کرده بود، در صلح بودند. اما در سال ۱۵۷۷ در زمان پادشاهی شاه محمد خدابنده، مراد سوم اعلام جنگ کرد و جنگ عثمانی و صفوی را که تا سال ۱۵۹۰ به طول انجامید، آغاز کرد. او شرایط هرج و مرج در دربار صفوی پس از مرگ شاه تهماسب یکم را مغتنم شمرد و صلحنامه آماسیه را نادیده گرفت. مراد تحت تأثیر وزیران مصطفی‌پاشا و خواجه سنان پاشا قرار گرفته بود و مخالفت‌های  وزیر اعظم سوکولو را نادیده گرفت. مراد سوم با صفویان جنگید و این نبرد به مدت ۱۲ سال به طول انجامید و با عهدنامه فرهاد پاشا (عهدنامه قسطنطنیه) در سال ۱۵۹۰ میلادی پایان یافت که منجر به دستاوردهای بزرگ اما موقت برای عثمانی شد. پس از این قرارداد مناطق وسیعی از غرب کشور و قفقاز ضمیمه خاک عثمانی شد. در سال‌های بعد و طی نبردهای بین سال های ۱۶۰۳ تا ۱۶۱۸ این سرزمین‌ها توسط شاه عباس یکم پس گرفته شد.

## آغاز حمله
مقدمات حرکت اردوی عثمانی از استانبول به سوی قلمرو ایران درست از اوائل محرم ۹۸۶ قمری با انتقال خیمه و خرگاه اردو به اسکدار (اسکودار) آغاز شد. اما پیش از حرکت اردو، از آنجا که بنا بود با یک کشور اسلامی و ملت مسلمان جنگ صورت گیرد، شیخ الاسلام شمس الدین احمد قاضی زاده طبق سنت اسلاف خویش با صدور فتوی، ضمن مشروع دانستن جنگ علیه صفویان، «حکم کشندگان و کشته شدگان و نیز اسرا و اموال به غنیمت گرفته شده» را نیز روشن ساخت. به ادعای یونس زیرک «در این فتوی راجع به جایز بودن جنگ با صفویان دلایل معقولی مطرح شده بود. در فرمان پادشاه نیز اموری که رعایت آن‌ها الزامی است، برشمرده شده بود.»
از این رو، جنگی آغاز شد که به مدت دوازده سال به طول انجامید. در این سال‌ها (۹۹۸ تا ۹۸۶ ه‍.ق)، بخش‌های وسیعی از غرب و شمال غرب ایران از قفقاز تا آذربایجان و لرستان در معرض تهاجم‌ها مکرر قوای عثمانی قرار گرفت و به تصرف آن دولت درآمد. جنگ‌های دوازده ساله ایران و عثمانی که از دومین سال سلطنت شاه محمد خدابنده (۹۸۶ ه‍.ق) آغاز شده بود، با کشتار مردم تبریز(۹۹۳ ه‍.ق) به نقطه اوج رسید و در سومین سال سلطنت شاه عباس، با اعزام هیأتی و انجام مذاکراتی که منجر به عقد عهدنامه نصوح پاشا شد(۹۸۸ ه‍.ق)، پایان یافت.
ادامه پیشروی‌ها منجر به «اشغال تبریز به‌دست عثمانی‌ها (۱۵۸۵)» در سال ۱۵۸۵ شد. در همین سال آنها قارص را زیر سلطه خود برده و منطقه گرجستان را به‌کلی خراج‌گذار خود گردانند. در نتیجه این جنگ، عثمانیان توانستند بخش عمده‌ای از آذربایجان و قفقاز را تا نزدیکی دریای خزر تصرف کنند.
پیمان صلح میان ایران و عثمانی با نام (عهدنامه فرهاد پاشا) در تاریخ ۲۱ می ۱۵۹۰ منعقد شد و در آن ایران پذیرفت تا از آن پس در سرزمین عثمانی مذهب شیعه را تبلیغ نکند و همچنین سنی مذهبان داخل کشور را مورد آزار و اذیت قرار ندهد.

## بازگشت به مرزهای قبلی
در زمان پادشاهی احمد یکم پس از شکست سخت او در جنگ عثمانی و صفوی (۱۸۱۸–۱۶۰۳) از شاه عباس بزرگ، مناطقی که به‌طور موقت در جنگ ایران و عثمانی (۱۵۹۰–۱۵۷۸) ضمیمه خاک عثمانی شده بودند مثل گرجستان، آذربایجان و سایر مناطق وسیع قفقاز، به موجب عهدنامه نصوح پاشا (۱۶۱۲ میلادی) به ایران واگذار شدند. پس از آن مرزهای جدید بر اساس همان خطی که در صلح آماسیه در سال ۱۵۵۵ تأیید شده بود، ترسیم شد.

## برای مطالعهٔ بیشتر
- جوی خون در خیابان‌های تبریز؛ پنج روایت تاریخی از قتل‌عام تبریز توسط عثمانی/حجت یحیی پور بایگانی‌شده  در ۳ دسامبر ۲۰۲۰ توسط Wayback Machine